# Mycovirus
Les mycovirus (du grec ancien μύκης, mykes, « champignon » et du latin virus), ou virus fongiques, sont des virus qui infectent les champignons.
Ils ont été découverts chez une grande variété d'espèces de champignons appartenant à de nombreuses familles fongiques. Parfois inoffensifs pour leur hôte, ils peuvent leur être pathogènes jusqu'à induire une hypovirulence, plus rarement servir de vecteurs horizontaux pour des facteurs d'hypervirulence.
La plupart des mycovirus sont caractérisés par un génome constitué d'ARN à double brin (dsRNA) éventuellement inclus dans des capsides isométriques ou acapsidés,,. Cependant environ 30 % d'entre eux ont un génome constitué d'ARN à simple brin à polarité positive ("ssRNA(+)").
Pour être de vrais « mycovirus », ils doivent démontrer une capacité à être transmis : en d'autres termes être en mesure d'infecter d'autres champignons sains et initier la réplication virale sans l'aide d'un virus assistant. Certains éléments à double brin d'ARN qui ont été décrits parmi les champignons ne correspondent pas à cette description, ce faisant ils sont considérés comme particules sub-virales, tels des virusoïdes. Des résultats préliminaires indiquent que la plupart des mycovirus codivergent avec leurs hôtes, c'est-à-dire que leur phylogénie correspond en grande partie à celle de leurs hôtes.
Cependant, de nombreuses familles de virus comprenant des mycovirus ont  été peu échantillonnées.

## Utilisation
En raison de l'hypovirulence qu'ils peuvent induire chez certains champignons, les mycovirus ont fait l'objet d'études en vue de leur utilisation potentielle comme agents de lutte biologique contre les champignons phytopathogènes. 
Un cas de lutte biologique déjà pratiqué est celui d'un parasite du châtaignier, Cryphonectria parasitica, agent du chancre de l'écorce, contre lequel on emploie des souches du champignon parasitées par un mycovirus de la famille des Hypoviridae, Cryphonectria hypovirus 1 (CHV1).